# 帕拉梅
帕拉梅（法語：Paramé，法語發音：[paʁame]）是法国伊勒-维莱讷省的一个旧市镇，属于圣马洛区。1967年10月30日，帕拉梅与市镇圣塞尔旺并入市镇圣马洛。

## 地理
帕拉梅（48°39'27"N, 1°58'58"W）面积，位于法国布列塔尼大區伊勒-维莱讷省，该省份为法国西北部沿海省份，位于布列塔尼半岛东部，北濒大西洋，西接阿摩尔滨海省和莫尔比昂省，南至大西洋卢瓦尔省，西南端接曼恩-卢瓦尔省，东临马耶讷省，东北与芒什省接壤。
与帕拉梅接壤的市镇（或旧市镇、城区）包括：圣塞尔旺。
帕拉梅的时区为UTC+01:00、UTC+02:00（夏令时）。

## 行政
帕拉梅的邮政编码为35400，INSEE市镇编码为35213。

## 人口
帕拉梅于1962年时的人口数量为8811人。